# 維茲芬、碧爾和修奇
維茲芬（Vidfinn）；與碧爾（Bil）和修奇（Hjúki）。這三個人物是在《新埃達》的〈欺騙古魯菲〉中被提到的角色，對於應該將其歸屬於那一神族則很難確定。
在北歐神話中，維茲芬是碧爾和修奇的父親，當他的兩個孩子米德加爾特（中庭/Midgard）汲水的持後，被瑪尼（Mani）擄走，成為月亮的隨從。一般認為，碧爾是「時間」化身的女神，修奇則沒有被交代清楚。一說碧爾和修奇皆為月亮的隨從，另一說法則是碧爾歸隨著太陽──蘇爾女神，修奇跟隨的瑪尼。